# Best Shots (álbum)
Best Shots es el álbum de grandes éxitos de Pat Benatar, lanzado en 1989. Alcanzó el #67 en las listas de. Billboard 200, dos años después el álbum alcanzó el #6 en el Reino Unido.
En 2003, Capitol lanzó una edición especial con dos discos y un DVD con videos seleccionados.

## Lista de canciones (versión de Estados Unidos)
1. "Love Is a Battlefield" (Mike Chapman, Holly Knight) – 5:24
2. "Promises in the Dark" (Pat Benatar, Neil Giraldo) – 4:48
3. "One Love" (Giraldo, Mryon Grombacher) – 5:12
4. "All Fired Up" (Giraldo, Kerryn Tolhurst) – 4:27
5. "We Live for Love" (Giraldo) – 3:22
6. "Hell Is for Children" (Benatar, Giraldo, Roger Capps) – 4:48
7. "Shadows of the Night" (David Byron) – 4:20
8. "Hit Me with Your Best Shot" (Eddie Schwartz) – 2:51
9. "We Belong" (Eric Lowen, Dan Navarro) – 3:40
10. "Invincible" (Theme from The Legend of Billie Jean) (Simon Climie, Holly Knight) – 4:28
11. "Fire and Ice" (Benatar, Tom Kelly, Scott Sheets) – 3:20
12. "Heartbreaker" (Geoff Gill, Clint Wade) – 3:26
13. "Suffer the Little Children/Hell Is for Children (en vivo)" – 6:45
14. "Painted Desert" (Giraldo, Grombacker) – 5:24
15. "Outlaw Blues" (Giraldo, Grombacher) – 4:19

Las canciones 1-12 fueron lanzadas en las versiones de LP y casete.
Las canciones 13-15 fueron lanzadas en solo CD.

## Lanzamientos originales
- 5, 12 — In the Heat of the Night (1979)
- Tracks 6, 8 — Crimes of Passion (1980)
- 2, 11 — Precious Time (1981)
- 7 — Get Nervous (1982)
- 1 — Live from Earth (1983)
- 9, 14, 15 — Tropico (1984)
- 10 — Seven the Hard Way (1985)
- 3, 4 — Wide Awake in Dreamland (1988)

## Lista de canciones (versión europea)
1. "Hit Me with Your Best Shot" – sencillo (E. Schwartz) – 2:51
2. "Love Is a Battlefield" – sencillo (M. Chapman, H. Knight) – 4:12
3. "We Belong" – sencillo (Eric Lowen, Dan Navarro) – 3:42
4. "We Live for Love" – sencillo (N. Giraldo) – 3:58
5. "Sex as a Weapon" (T. Kelly, B. Steinberg) – 4:19
6. "Invincible" (Tema de la película La leyenda de Billie Jean) – sencillo (S. Climie, H. Knight) – 4:04
7. "Shadows of the Night" – sencillo (D. L. Byron) – 3:42
8. "Heartbreaker" (G. Gill, C. Wade) – 3:28
9. "Fire and Ice" (Benatar, Kelly, Sheets) – 3:20
10. "Treat Me Right" (D. Lubahn, P. Benatar) – 3:28
11. "If You Think You Know How to Love Me" – sencillo (M. Chinn, M. Chapman) – 3:47
12. "You Better Run" (F. Cavaliere, E. Brigate) – 3:04

## Lanzamientos originales
- 4, 8, 11 — In the Heat of the Night (1979)
- 1, 10. 12 — Crimes of Passion (1980)
- 9 — Precious Time (1981)
- 7 — Get Nervous (1982)
- 2 — Live from Earth (1983)
- 3 — Tropico (1984)
- 5, 6 — Seven the Hard Way (1985)

- Datos: Q3639017